# هرازدان (رود)
رود هرازدان (ارمنی: Հրազդան գետ) (آذربایجانی: زنگی چای Zəngı çayi) رودی است در کشور ارمنستان که در استان آرارات، استان کوتایک، استان گغارکونیک و شهر ایروان جریان دارد که از دریاچه سوان سرچشمه می‌گیرد و به رود ارس می‌ریزد. طول آن ۱۴۱ کیلومتر (۸۸ مایل) و مساحت حوضه آبخیز (دبی) آن ۲۵۶۰ کیلومتر مربع است.
این رودخانه قابل کشتیرانی نیست. رود هرازدان از شهرهای هرازدان، سوان، چارنتساوان، لوساکرت و ایروان می‌گذرد. همچنین بر روی این رود چندین پل ساخته شده است که معروف‌ترین آن‌ها پل سرخ نام دارد. دژ بجنی نیز در نزدیکی این رود ساخته شده است.

## نگارخانه

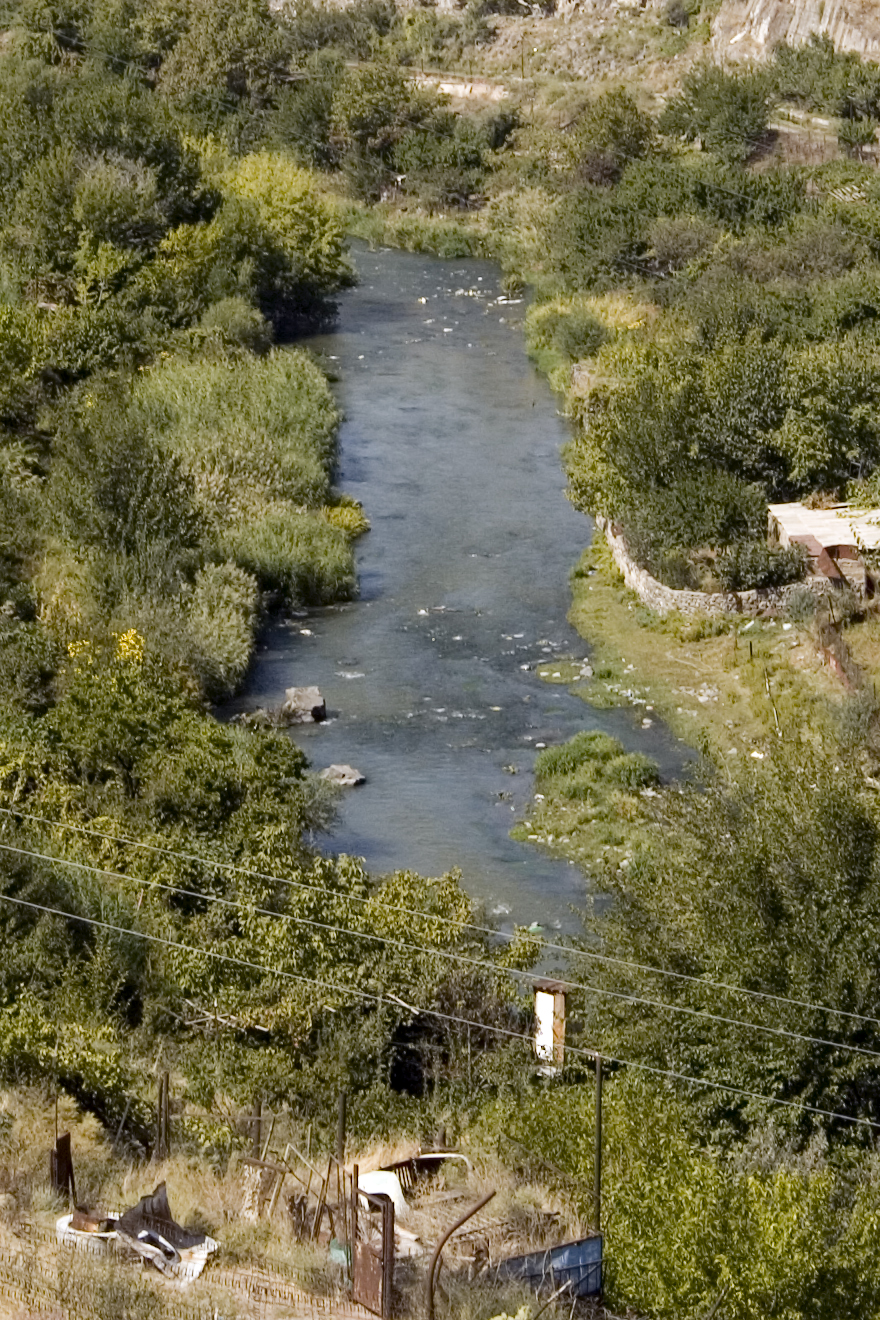
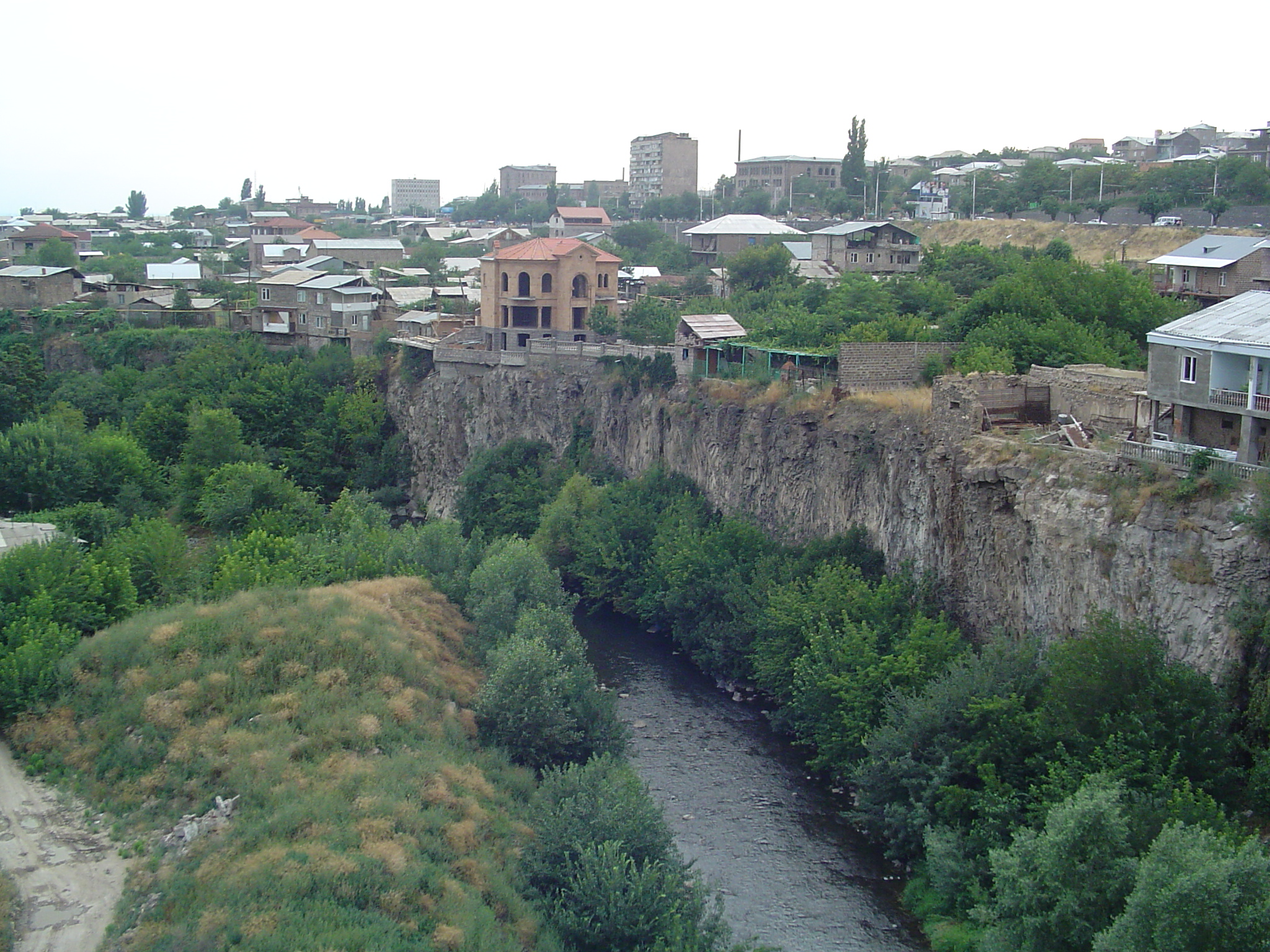